# Ben Smith (Squashspieler)
Ben Smith (* 15. Mai 2002 in Grimsby) ist ein englischer Squashspieler.

## Karriere
Ben Smith spielte erstmals 2018 und seit 2021 regelmäßig auf der PSA World Tour und gewann auf dieser bislang vier Turniere. Der erste Titelgewinn gelang ihm in der Saison 2021/22 im April 2022 in Breda. Daraufhin folgten im laufenden Kalenderjahr, aber in der Folgesaison, Turniersiege in Uster und Cluj-Napoca. Im April 2023 gewann er in der Saison 2022/23 das Turnier in Liverpool. Seine höchste Platzierung in der Weltrangliste erreichte er mit Rang 68 am 6. Mai 2024. 
Mit der englischen Nationalmannschaft gelang ihm 2024 der Titelgewinn bei den Europameisterschaften. Smith blieb zwar gegen Frankreich ohne Finaleinsatz, bestritt aber alle drei Vorrundenspiele und gewann alle Partien.

## Erfolge
- Europameister mit der Mannschaft: 2024
- Gewonnene PSA-Titel: 4